# Tandi (Morang)
Tandi (nep. टाँडी) – gaun wikas samiti we wschodniej części Nepalu w strefie Kośi w dystrykcie Morang. Według nepalskiego spisu powszechnego z 2001 roku liczył on 1850 gospodarstw domowych i 9759 mieszkańców (4949 kobiet i 4810 mężczyzn).